# 宣化博物馆
宣化博物馆位于中国河北省张家口市宣化区宣府大街64号（察哈尔民主政府旧址），成立于2006年10月18日，隶属于宣化区文化旅游局，是一家国有博物馆。
宣化博物馆有出土文物1,300多件，馆藏国家一级、二级、三级文物共100余件。全年免费开放。博物馆所在的察哈尔民主政府旧址是第七批全国重点文物保护单位。
宣化博物馆2006年10月18日挂牌开馆后，馆舍一直处于部分维修改造中。2010年6月，博物馆与北京艾克赛尔国际展览公司签约整改博物馆展陈。2011年2月11日，重新布展的宣化博物馆开馆，有《千年古城铸辉煌——宣化历史文化陈列展》和《红色察哈尔——察哈尔省民主政府专题展》两个常设展览。
博物馆的藏品中，包括下八里墓群张文藻墓出土的辽代葡萄酒，葡萄酒出土时装在一只黑釉鸡腿瓶中，呈红棕色液体，经鉴定为葡萄酒。宣化区万字会村的一座战国墓葬中出土了一件青铜提梁壶，壶中盛有战国时酿造的白酒，壶和酒也在宣化博物馆展出。展出的文物还有下八里辽代墓群出土的“真容偶像”。